# Stylomesus hexatuberculatus
Stylomesus hexatuberculatus là một loài chân đều trong họ Ischnomesidae. Loài này được Birstein miêu tả khoa học năm 1971.